# Le Sang des bêtes
Le Sang des bêtes (literalment, La sang de les bèsties) és un documental curt francès, de 1949, escrit i dirigit per Georges Franju. Va ser el primer film de Franju i està narrat per Georges Hubert i Nicole Ladmiral. El film està inclòs a The Criterion Collection per a Eyes Without a Face (1960).

## Argument
El documental de Franju contrasta les pacífiques escenes dels suburbis parisencs amb escenes d'un escorxador. El film documenta la matança d'un cavall, ovelles i vedells. Una vegada el cavall és atordit per una pistola estabornidora de bala captiva, és sagnat i esquarterat. El film és narrat sense llenguatge emotiu.

## Producció
Franju va declarar que no estava interessat en el tema dels escorxadors quan es va decidir a fer el film, però la localització al voltant de l'edifici era l'Ourcq Canal permetent-li fer el documental. Franju va declarar que usant un format de film documental podia usar ambdues localitzacions com contrapunts lírics i "explicar-ho com un realisme mentre manté un surrealisme desplaçant l'objecte a un altre context. En aquest nou emplaçament, l'objecte redescobreix la seva qualitat com objecte".
Le Sang des bêtes va ser gravada en blanc i negre per estètica. Franju afirma que "Si hagués estat en color, hauria estat repulsiu... la sensació que la gent hauria tingut hauria estat física."

## Repartiment
Le sang des bêtes no va tenir distribució comercial fora de París.

## Premis
- Grand Prix International du Court Sujet 1950[3]